# Geometrijska optika
Geometrijska optika je dio optike u kojem se proučavaju pojave pravocrtnoga širenja svjetlosti (na primjer svojstva optičkih leća i zrcala i nastajanje slike s pomoću njih).

## Zrcalo u fizici
Zrcalo, u fizici, je svaka glatka površina koja odbija ili reflektira svjetlost. Zrcala se dijele na ravna i zakrivljena. Uz upotrebu u svakidašnjem životu, zrcalo ima i veliku primjenu u astronomskim dalekozorima i teleskopima. Za svakidašnju primjenu izrađuju se zrcala od stakla, kojemu je stražnja stijenka prevučena reflektirajućim metalnim slojem te zaštitnim slojem koji štiti refleksijsku površinu od oštećenja.

### Ravno zrcalo
Ravno zrcalo je ravna glatka površina koja odbija svjetlost, pritom je dobivena slika predmeta prividna (virtualna), uspravna i jednake veličine kao predmet koji se zrcali.
Pustimo li uzak pramen Sunčevih zraka na ravno zrcalo, pramen zraka će se odbiti kao i lopta koja udari u zid. Fizikalno tijelo s glatkom površinom, koje odbija zrake svjetlosti zove se zrcalo. Svjetlost koja pada na takvo zrcalo odbija se tako da je kut upadanja jednak kutu odbijanja. Kut upadanja je kut što ga čini zraka s okomicom u točki upadanja, a kut odbijanja je kut što ga čini odbijena zraka s istom okomicom. Te zrake leže u ravnini koja je okomita na ravninu zrcala. To je zakon refleksije ili zakon odbijanja svjetlosti.
U ravnom zrcalu možemo zbog refleksije vidjeti sliku predmeta od kojeg dolaze zrake svjetlosti. Čini se kao da se slika u ravnom zrcalu nalazi iza zrcala. Ta se slika ne može uhvatiti na zastoru, pa se zove prividna ili virtualna slika. Pramen zraka koji izlazi iz točke A dolazi nakon refleksije u naše oko. Produljimo li te zrake iza zrcala, one će se sjeću u točki A’ koja je slika točke A. Iz slike vidimo homocentričan (sa zajedničkim središtem) snop zraka svjetlosti ostaje homocentričan i poslije refleksije, to jest zrake koje dolaze iz izvora A odbijaju se tako kao da izlaze iz slike A’.

### Kutno zrcalo
Kutno zrcalo čine dva ravna zrcala koja međusobno zatvaraju neki kut, na primjer δ = 45°. Zraka svjetlosti koja dolazi na prvo zrcalo pod kutom α odbija se pod istim kutom i pada na drugo zrcalo. Na tom zrcalu je također kut refleksije jednak kutu upadanja β. Iz trokuta izlazi da je:
{\displaystyle \alpha +\beta =45^{\circ }}
jer okomice na zrcalo čine međusobno isti kut koliki je kut između zrcala:
{\displaystyle U=2\cdot \alpha +2\cdot \beta =2\cdot (\alpha +\beta )=2\cdot 45^{\circ }=90^{\circ }}
Odatle vidimo da zraka svjetlosti nakon refleksije na dvjema zrcalima čini sa svojim prvobitnim smjerom dvostruki kut od kuta između zrcala. To vrijedi za bilo koji kut koji se na primjer zakrene paralelno zrcalo jedno prema drugome.

### Sferno zrcalo
Sferno zrcalo je dio kugline kalote koji odbija zrake svjetlosti s unutarnje ili s vanjske strane. Ono sferno zrcalo koje je s nutarnje strane fino polirano i na toj strani odbija zrake svjetlosti zove se udubljeno ili konkavno zrcalo. Ako je zrcalo s vanjske strane polirano i s te strane odbija zrake svjetlosti, onda je to ispupčeno ili konveksno zrcalo. 

### Parabolično zrcalo
Parabolično zrcalo ili parabolično ogledalo je zrcalna površina u obliku rotacijskoga paraboloida. Obasjano točkastim izvorom svjetlosti ili drugim elektromagnetskim zračenjem, u žarištu nakon refleksije oblikuje svjetlosni snop usporedan s osi zrcala, a pri prijemu snopa svjetlosti usporedna s osi zrcala, okuplja svjetlosni snop u žarište zrcala.
Zakrivljena zrcala većinom su dijelovi nekih pravilnih ploha, pa tako nastaje sferno zrcalo, elipsoidno zrcalo, paraboloidno zrcalo, hiperboloidno zrcalo i drugo. Optička se zrcala raznoliko primjenjuju, ponajprije u optičkim instrumentima i reflektorima. I u drugim sustavima koji se mogu opisati zakonima sličnim geometrijskoj optici (npr. elektromagnetski ili akustički sustavi) postoje sastavnice koje djeluju kao zrcala.
Parabolično zrcalo je zakrivljenije u sredini nego na rubu. To je potrebno da bi ono moglo paralelne zrake svjetlosti skupljati u jednu točku. Dakle, poprečni presjek zrcala mora biti parabola s tjemenom u središtu zrcala. Razlika između sfernog i paraboličnog zrcala je toliko mala da se mjeri desetinkama mikrometra, ali je zato velika razlika u kvaliteti slike koju daju!

## Optička leća
Optička leća (ili samo leća) je predmet od prozirnoga materijala (stakla, kremena, plastike), omeđen dvjema površinama ili plohama pravilne zakrivljenosti, najčešće sferičnima (kuglinim plohama). Prolaskom i prelamanjem svjetlosti kroz leću nastaje slika promatranoga predmeta, koja može biti stvarna (realna) ili prividna (virtualna). Stvarna slika nastaje na sjecištu prelomljenih zraka svjetlosti i vidi se na zaslonu, a prividna slika nastaje na sjecištu u produžetku prelomljenih i raspršenih zraka svjetlosti, u suprotnom smjeru od smjera širenja i vidi se gledanjem kroz optički sustav. 
Optičke leće su važan dio naočala, dalekozora, povećala, mikroskopa, fotoaparata, videokamera, projektora i ostalih optičkih uređaja i instrumenata.
Jednostavne optičke leće dijele se na:
- sabirne ili konvergentne (bikonveksne, plankonveksne i konkavno-konveksne), tijela ispupčena središta koja upadni paralelni snop svjetlosnih zraka skupljaju u jednu točku, žarište, s druge strane leće;
- rastresne ili divergentne (bikonkavne, plankonkavne i konveksno-konkavne), tijela udubljena središta koja rasipaju upadni paralelni snop svjetlosnih zraka kao da je potekao iz neke točke (žarišta) ispred leće.[5]

### Vrste optičkih leća
Optička leća je providno staklo omeđeno s dvjema kuglinim plohama. Takva ploha koja odjeljuje dva sredstva različitog indeksa loma, na primjer zraka i stakla, zove se dioptrijska ploha ili dioptar. Pravac koji spaja središta zakrivljenosti obiju ploha zove se optička os leće. Dakle, optička os leće je pravac koji se podudara s osi simetrije leće i prolazi kroz središte zakrivljenosti. Leća koja je u sredini deblja nego s ruba zove se ispupčena ili konveksna leća, a leća koja je u sredini tanja nego s ruba, zove se udubljena ili konkavna leća. 
Ispupčena ili konveksna leća može biti bikonveksna kada su joj obje plohe ispupčene, plankonveksna kada joj je jedna strana ravna, a druga ispupčena i konkavkonveksna ako joj je jedna strana udubljena, a druga ispupčena. Udubljena ili konkavna leća može biti bikonkavna ako su joj obje plohe udubljene, plankonkavna ako joj je jedna ploha ravna, a druga udubljena, konvekskonkavna kada joj je jedna strana ispupčena, a druga udubljena. 
Zraka svjetlosti koja prolazi kroz leću lomi se dvaput, to jest na prvoj i drugoj sfernoj plohi. Zraka koja ide uzduž optičke osi leće prolazi kroz leću nelomljena, jer je srednji dio leće planparalelna ploča. Pramen zraka Sunca ili bilo kojeg udaljenog izvora svjetlosti skupit će se nakon loma kroz konveksnu leću u jednoj točki iza leće koja se zove žarište ili fokus. Zbog toga se konveksna leća zove i leća sabirača. U to se možemo uvjeriti ako sabirnu leću okrenemo prema Suncu. Paralelne Sunčeve zrake sastat će se nakon loma u leći u žarištu, pa se tu može na primjer zapaliti šibica. Izlaze li zrake iz žarišta leće one će se lomiti tako da izlaze paralelno s optičkom osi. 
Kod loma kroz konkavnu leću paralelne zrake se rašire na sve strane kao da dolaze iz jedne točke, žarišta. Zato se konkavna leća zove i leća rastresača. Obrnuto, zrake koje su uperene prema stražnjem žarištu konkavne leće izlaze nakon loma paralelne s optičkom osi. 
Način kako leća lomi zrake svjetlosti možemo protumačiti tako da uzmemo kao da je leća sastavljena od malih prizama. Prizma lomi zrake svjetlosti prema debljem kraju. Optičko središte leće je točka koja se nalazi na osi leće, i to kod simetrične bikonveksne i bikonkavne leće u središnjoj ravnini, a kod plankonveksne i plankonkavne leće u tjemenu zakrivljene plohe. Dakle, središte leće je točka unutar leće u kojoj se nijedna zraka ne lomi. Zraka svjetlosti koja prolazi koso kroz optičko središte neće se otkloniti jer je taj dio leće planparalelna ploča. Ta se zraka zove glavna zraka. 
Simetrična bikonveksna i bikonkavna leća ima dva žarišta koja leže simetrično s obzirom na optičko središte. Udaljenost f žarišta (fokusa) od optičkog središta zove se žarišna daljina. Žarišna daljina ovisi o ondeksu loma materijala, od koje je leća, i od polumjera zakrivljenosti. Što je veći indeks loma, a manji polumjer zakrivljenosti, to je manja žarišna daljina. 
Važno je svojstvo konveksne leće da se pramen zraka koji izlazi iz neke točke sastaje nakon loma ponovo u jednoj točki. Pomakne li se svijetla točka po luku u drugu točku i njezina slika će se pomaknuti u drugu točku. 

## Sferna aberacija
Sva navedena svojstva leća, to jest sakupljanje zraka u jednoj točki, konstrukcija slike i tako dalje, vrijede samo za tanke leće i za zrake koje padaju na leću u blizini osi leće. Kod debljih leća i za zrake koje padaju na rub leće, to jest dalje od osi, nastaju pogreške kod stvaranja slike koje se očituju u tome da je slika bez oštrine. 
Jedna od najvažnijih pogrešaka leća je sferna aberacija. Sferna aberacija je pojava da se sve zrake nakon loma ne sijeku u istoj točki. Kod sabirne leće dijelovi bliže rubu imaju kraću žarišnu daljinu od središnjih dijelova. Zrake koje prolaze kroz središnje dijelove daju oštru sliku na drugom mjestu, a ne na onom na kojem je daju okrajni dijelovi leće. Zato se kod upotrebe cijelog otvora leće ne dobiva nigdje oštra slika. Kod rastresne leće je obrnuto, to jest sferna aberacija sastoji se u tome da je prividno (virtualno) žarište rubnih dijelova leće dalje od leće negoli žarište srednjih dijelova. Prema tome, sfernu aberaciju sabirne leće možemo smanjiti ako leću kombiniramo s rastresnom lećom odgovarajuće jakosti. Takva kombinacija konveksne i konkavne leće kod koje je znatno smanjena sferna aberacija zove se sferno korigirani sustav. Sabirna leća kod koje je posebnim brušenjem sferna aberacija posve uklonjena (korigirana) zove se aplanatička leća ili aplanat.